# Austrammo harveyi
Austrammo harveyi är en spindelart som beskrevs av Norman I. Platnick 2002. Austrammo harveyi ingår i släktet Austrammo och familjen Ammoxenidae. Inga underarter finns listade.